# Sony Ericsson W595
Chiếc điện thoại Sony Ericsson W595 là một chiếc điện thoại dòng Walkman, kế thừa chiếc điện thoại Sony Ericsson W580.

## Tính năng

### Màn hình
- QVGA (320x240) 2.2", màn hình LCD màu 18-bit

### Camera
- 3.2 megapixel CMOS (2048x1536)
- zoom số 2.5x
- Quay Video: QVGA (320x240) @15fps

### Video thoại
- Có thể sử dụng được chức năng Video thoại, tuy nhiên, W595 chỉ có một camera. Điều này có nghĩa là những người tham gia vào cuộc đối thoại Video không thể đồng thời nhìn thấy nhau (trừ khi đang đứng trước một cái gương). Thay vì truyền tải hình ảnh của người gọi, chiếc đoeẹn thoại truyền tải những gì đằng sau nó (VD: Những gì có thể nhìn thấy bởi người gọi), một hiện trạng đã bị chỉ trích nặng nề bởi người sử dụng, điều này đã giảm đáng kể sự hữu ích của cuộc thoại Video.

### Kết nối
- Bluetooth
- USB 2.0
- 3G

### Audio
- Walkman 3.0 với Mega Bass(Mega Bass chỉ sử dụng được với tai nghe và độ lớn âm thanh không đạt tối đa)
- nhạc chuông MP3/AAC
- đài FM với RDS, Dịch vụ GraceNote Track ID
- Walkman với cảm ứng chuyển động (điều khiển lắc)
- 2 speakers (Khe loa trên đỉnh máy chỉ có tác dụng trang trí)

### Thiết kế
- 7 màu: 'Active Blue', 'Cosmopolitan White', 'Jungle Grey', 'Ruby Black', 'Lava Black', 'Peachy Pink' và 'Sandy Gold'.
- Có một phiên bản thiết kế đặc biệt được gọi là 'Floral' với họa tiết hoa màu hồng đào.
- Cũng có một phiên bản đặc biệt mang tên 'w595s' màu xanh-đen
- Có một phiên bản đặc biệt thứ 3 khác mang tên 'w595 ed hardy' được thiết kế bởi Ed Hardy, một nhà tạo mẫu hình săm nổi tiếng.

### Dung lượng
- Bộ nhớ trong 50 MB, kèm thẻ nhớ M2 1–4 GB M2, tối đa tới 8 GB[2].

### Tính năng
3G: 	HSDPA 3.6 Mbps
Wi-Fi: 	Không
Bluetooth: 	Có, chuyển tập tin
OS: 	Java
1. ↑  "Techtree Notes". Bản gốc lưu trữ ngày 26 tháng 2 năm 2009. Truy cập ngày 29 tháng 12 năm 2010.
2. ↑  Tính năng và thông số kỹ thuật